# Svetlana Kriveljova
Svetlana Vladimirovna Kriveljova (ryska: Светлана Владимировна Кривелёва), född 13 juni 1969 i Brjansk, Ryska SFSR, Sovjetunionen, är en tidigare rysk friidrottare (kulstötning).
Kriveljova är en av post-Sovjettidens bästa kulstötare. Hon började sin karriär 1988 med att bli fyra på junior-VM. 
Hennes första mästerskapsmedalj kom vid VM 1991 då hon slutade på tredje plats. Året efter tog hon oväntat OS-guld vid OS i Barcelona. 1993 vann Kriveljova VM-guld inomhus vid tävlingarna i Toronto. Senare samma år blev hon tvåa vid VM i Stuttgart. OS 1996 i Atlanta blev ett misslyckande för Kriveljova som inte klarade av att gå till final. Vid VM 1999 lyckades Kriveljova åter nå medaljplats då hon vann bronset. Samma resultat blev det vid EM 2002 i München. 
Hennes främsta merit kom vid VM 2003 i Paris då Kriveljova lyckades vinna VM-guld. Kriveljova sista mästerskapsmedalj utomhus blev bronset vid OS 2004 i Aten.
Kriveljovas personliga rekord är 21,06 noterat vid OS 1992 i Barcelona.